# Kūlupis (přítok Blendžiavy)
Kūlupis je říčka na západě Litvy v okrese Kretinga (Klajpedský kraj), v Žemaitsku. Pramení v katastru vsi Gargždelė. Teče zprvu na jih a pozvolna se stáčí do směru západojihozápadního. U vsi Gargždelė má krátký přítok. Na pravém břehu jsou vsi Gedgaudžiai Imbarė a Skaudaliai, na levém Reketė a Gaivališkė. Vlévá se do řeky Blendžiava jako její levý přítok 12,5 km od jejího ústí do Salantu.